# Ernst Julius Remak
Ernst Julius Remak, född 26 maj 1849 i Berlin, död 24 maj 1911 i Wiesbaden, var en tysk läkare, professor, son till Robert Remak.
Han studerade vid universiteten i Breslau, Berlin, Würzburg, Strassburg och Heidelberg och blev medicine doktor 1870. Han deltog 1870-71 i fransk-tyska kriget och tjänstgjorde 1873-75 som assistent vid avdelningen för nervsjukdomar vid Charité-sjukhuset i Berlin. Han blev privatdocent 1877 samt professor vid universitetet i Berlin 1893.
Remak skrev över 50 artiklar i vetenskapliga tidskrifter, av vilka kan nämnas Grundriss der Elektrodiagnostik und Elektrotherapie für praktische Aerzte (1895) och slutligen Neuritis und Polyneuritis, publicerad i Hermann Nothnagels "Handbuch der speziellen Pathologie und Therapie" (1900).